# گوروبییه
گوروبییه (به صربی: Gorobilje) یک منطقهٔ مسکونی در صربستان است که در Požega واقع شده‌است. گوروبییه ۱٬۵۰۶ نفر جمعیت دارد.